# Manchester Mummy

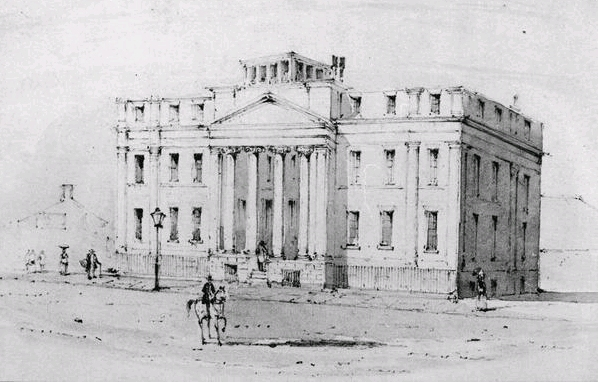
The Museum of the Manchester Natural History Society um 1850, in welchem Hannah Beswicks Mumie ausgestellt wurde

Die  unter anderen Manchester Mummy genannte Mumie war im 19. Jahrhundert ein bekanntes Exponat im Museum of the Manchester Natural History Society. Es handelte sich dabei um die einbalsamierte Leiche von Hannah Beswick (* 1688; † Februar 1758); wegen des Hauses, in dem die Einbalsamierte vor ihrem Tod gelebt hatte, Birchen Bower, wurde die Mumie auch Mummy of Birchen Bower genannt. Beswick hatte panische Angst, lebendig begraben zu werden, und verfügte deshalb in ihrem Testament, erst dann begraben zu werden, wenn sie eindeutig tot sei. Ihr Hausarzt Charles Pollock White, ein Kuriositätensammler, balsamierte sie 1758 nach ihrem Ableben ein und stellte sie im Korpus einer Standuhr zur Schau, weswegen die Mumie auch Mummy in the clock (dt. Mumie in der Uhr) genannt wurde. Über Umwege gelangte die Mumie ins Museum und wurde dort im Eingangsbereich ausgestellt. Die Mumie ging schließlich an das Owen’s College. Dort entschloss man sich, die eindeutig Verstorbene 1868 in einem unbenannten Grab auf dem Harperhuy Cemetery nahe Manchester zu bestatten. Nach ihrem Tod kursierte das Gerücht eines vergrabenen Schatzes bei ihrem Haus in Birchen Bower. Über die verstorbene Beswick kursierten in der Region um Manchester eine Reihe von Spukgeschichten. Es wurde von Erscheinungen ihres Geistes noch nach dem Abriss ihres ehemaligen Wohnhauses berichtet.

## Hintergrund

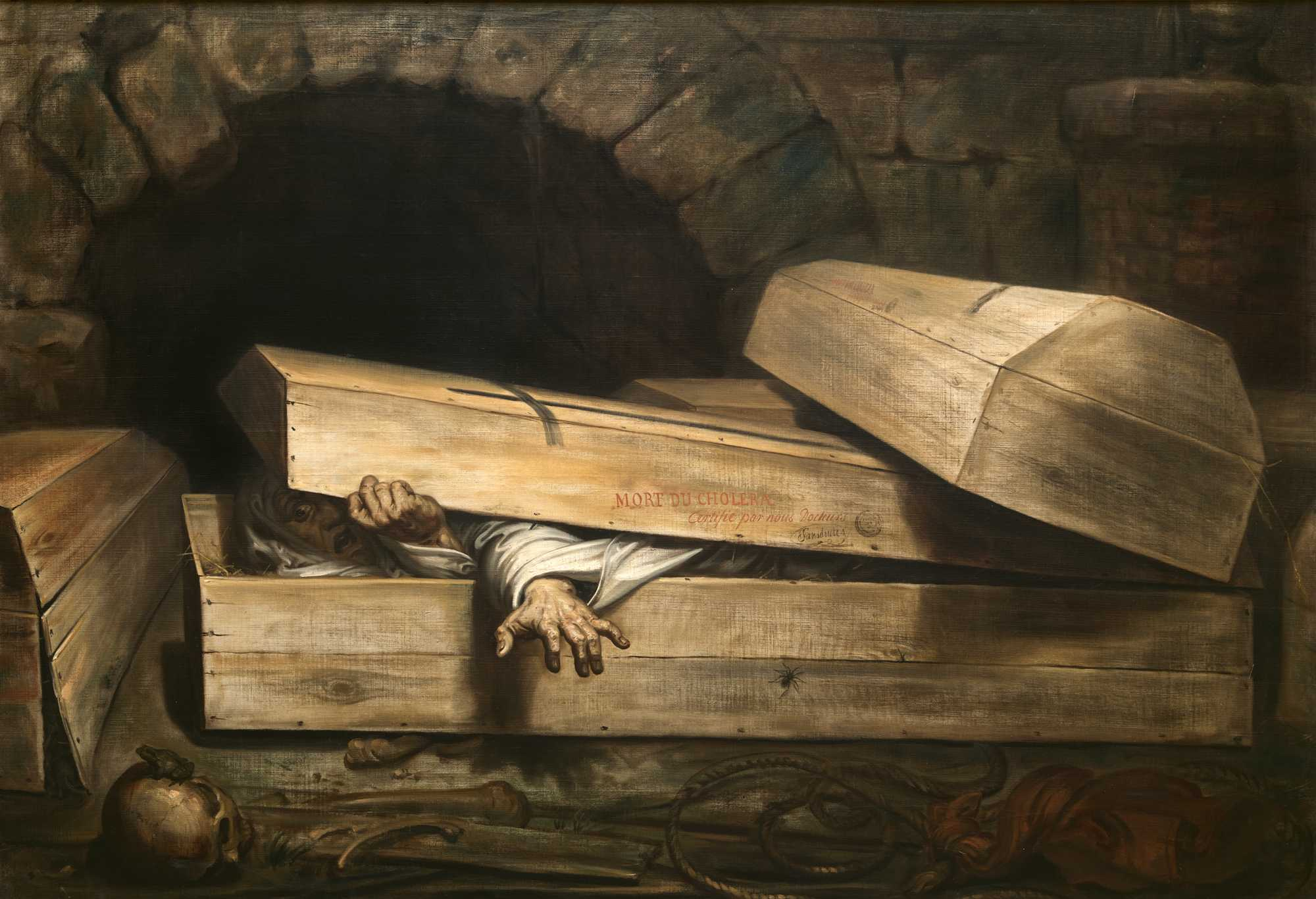
Ein lebendig Begrabener
(L’inhumation précipitée)
Antoine Joseph Wiertz, 1854

Ab Mitte des 18. Jahrhunderts war die Taphephobie (aus dem griech.: Angst, als Scheintoter lebendig begraben zu werden) eine sich verbreitende Angst mit einem durchaus realen Hintergrund. Bei Umbettungen von Leichen wurde festgestellt, dass einige der vermeintlich Toten lebendig begraben worden waren und qualvoll erstickten, wie Kratzspuren oder verdrehte Skelette in den Särgen zeigten. Die Menschen des 18. Jahrhunderts unternahmen einige Anstrengungen, um sicherzustellen, dass die Toten wirklich tot und nicht nur scheintot waren. Einige der vorgeschlagenen Versuche, um den Tod festzustellen, beinhalteten die orale Verabreichung von Essig und Pfeffer, andere schlugen vor, die Leiche mit rotglühenden Eisenstangen an den Fußsohlen oder im Rektum auf Lebenszeichen zu untersuchen. Verschiedene Ärzte gaben Zahlen zu irrtümlich Begrabenen an; ein schwedischer Arzt ging davon aus, dass einer von zehn Menschen lebendig begraben wurde, laut dem englischen Arzt J. C. Ouseley wurden jährlich etwa 2700 Menschen in England und Wales vorzeitig begraben, andere gingen von etwa 800 Beerdigungen Scheintoter aus. Diese vorzeitigen Beerdigungen kamen tatsächlich vor, William Tebb beschrieb 219 Fälle von gerade noch geretteten Scheintoten, 149 Fälle tatsächlich lebendig Begrabener und 10 Fälle, bei denen Scheintote seziert wurden.

## Beswicks Leben und Testament

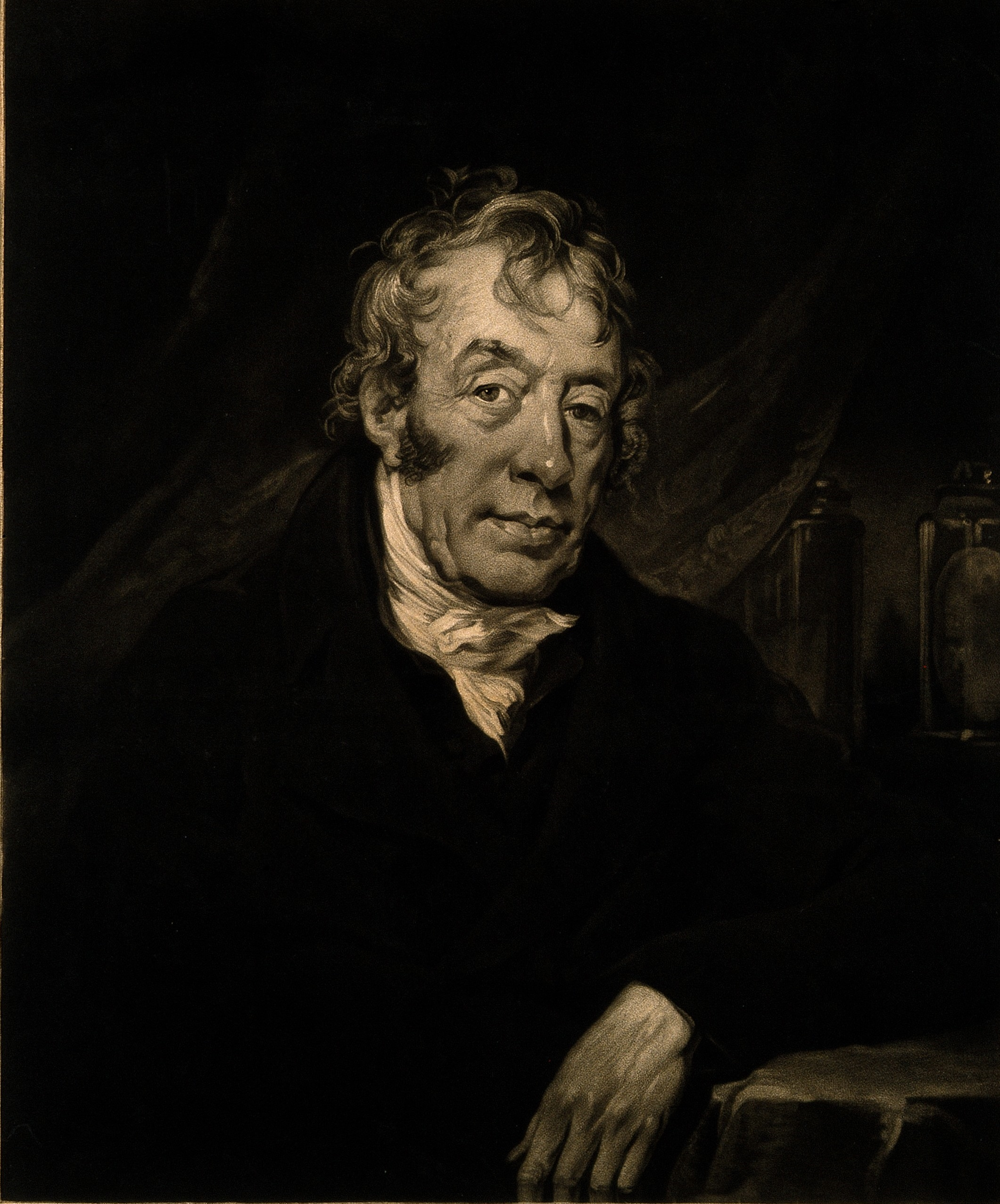
Charles White, der Arzt und Einbalsamierer Beswicks

Hannah Beswick, die spätere Manchester Mummy, wurde 1688 als Tochter von John und Patience Beswick of Failsworth auf dem Landgut Birchin Bower in Hollinwood bei Oldham, einem kleinen Ort nahe Manchester in Lancashire, geboren. Sie erbte nach dem Tod ihres Vaters im Jahre 1706 ein erhebliches Vermögen. Beswick erlebte einen solchen Fall irrtümlicher Todesfeststellung bei ihrem eigenen Bruder John. Bei seiner Beerdigung stellte der Bestatter vor dem Zunageln des Sarges fest, dass seine Augenlider sich zu bewegen schienen. Der zuständige Hausarzt Charles Powell White bestätigte, dass Beswicks Bruder noch am Leben war und John erlangte einen Tag später das Bewusstsein wieder und lebte noch viele weitere Jahre.
Die Angst, das Beinahe-Schicksal ihres Bruders zu erleiden und lebendig begraben zu werden, ließ Hannah Beswick nicht mehr los. Sie sprach mit dem vertrauten Hausarzt White über ihre Befürchtungen und bat ihn darum, sie nach ihrem Tod nicht zu beerdigen, ehe ihr Tod eindeutig festgestellt werden konnte. Die genauen Vereinbarungen, die die beiden trafen, sind nicht überliefert. Am 25. Juli 1757, knapp ein Jahr vor ihrem Tod, verfasste Beswick ihr Testament. Sie schrieb darin, dass sie den Wunsch hatte, oberhalb der Erde zu bleiben und regelmäßig untersucht zu werden, bis Ärzte ihren Tod bestätigten. Das Testament legte fest, dass White 100 Pfund erhalten sollte und 400 Pfund für die Beerdigung zurückbehalten werden sollten. Es wurde vermutet, dass White als Testamentsvollstrecker die 400 Pfund erhielt und nach der Beerdigung den Rest des Geldes behalten durfte. Mit ihrer Einbalsamierung habe er die ganze Summe an sich bringen können. Eine andere Vermutung betrifft eine nicht unerhebliche Schuld, die White bei Beswick gehabt haben könnte und deren Rückzahlung er bei Verhinderung der Beerdigung aufschieben konnte. Allerdings benennt das Testament Beswicks nicht White, sondern Mary Graeme und Esther Robinson als Testamentsvollstrecker.

## Die Einbalsamierung
Obwohl im Testament Beswicks eine Einbalsamierung nicht erwähnt wird und vermutlich auch nicht im Sinne der Verstorbenen war, wurde sie nach ihrem Tod im Februar 1758 von White einbalsamiert. Möglicherweise konnte White, der Gründer des Krankenhauses Manchester Royal Infirmary, der Versuchung, eine weitere Kuriosität zu seiner Sammlung hinzuzufügen, nicht widerstehen. Er besaß bereits mehrere Mumien und das Skelett von Thomas Higgin, einem gehängten Schafdieb. White war seit seinem Medizinstudium in London geradezu besessen von Anatomie und fasziniert vom ägyptischen Ritual der Mumifizierung.
Die genaue Art der Einbalsamierung Beswicks ist nicht bekannt, aber nachdem White bei dem Anatom William Hunter studiert hatte, der eine frühe Form der arteriellen Einbalsamierung entwickelt hatte, ist eine solche Technik wahrscheinlich. Genau wie bei der modernen Einbalsamierung wurde durch die großen Arterien eine Flüssigkeit eingeleitet. Im Gegensatz zu heute verwendeten Formaldehyd-Lösungen, verwendete Hunter eine Mischung aus Terpentinöl, Zinnober, Lavendel- und Rosmarinöl. Anschließend wurden die Organe entfernt und versucht, soviel Blut wie möglich aus dem Körper zu pressen. Die Organe wurden mit Alkohol gewaschen und zurück in den Körper gelegt. Anschließend wurden die Körperhöhlen mit Gipsmörtel oder einem Resin-Gemisch gefüllt. Nach dem Vernähen der geöffneten Körperhöhlen wurde Kampher in die Körperöffnungen eingebracht. Nach späteren Beschreibungen der Mumie kann davon ausgegangen werden, dass sie anschließend in festen Stoff gewickelt wurde, das Gesicht jedoch frei blieb.

## Ausstellung der Mumie

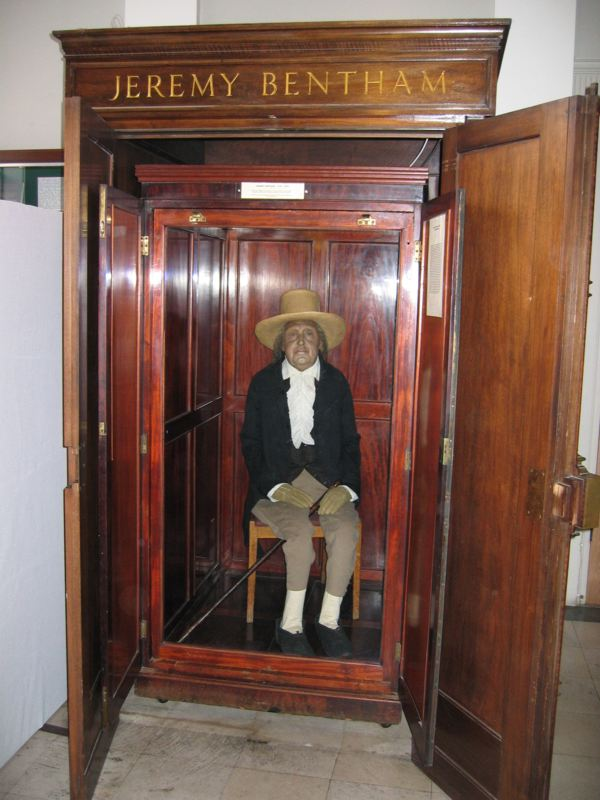
Jeremy Benthams Auto-Ikone

Zunächst wurde Beswicks Mumie in einer hölzernen Kiste bei Verwandten in Ancoats Hall aufbewahrt. Kurz darauf wurde sie zu Whites Haus nach Sale gebracht und in den Korpus einer ehemaligen Standuhr gestellt, das Gesicht der Mumie sah man durch das entfernte Ziffernblatt. Im 19. Jahrhundert waren Ausstellungen menschlicher Überreste verbreitet, die Bandbreite reichte von professionelleren Ansätzen, wie der Auto-Ikonisierung Jeremy Benthams zu Bildungszwecken bis zu reinen Unterhaltungsveranstaltungen, bei denen Mumien ausgewickelt und einer Sektion unterzogen wurden; ein Trend, der Mummymania genannt wurde. Beswicks exzentrischer letzter Wille machte sie zu einer Berühmtheit, viele Besucher kamen nach Sale, um sie zu sehen, darunter auch Thomas de Quincey. White vermachte die Mumie einem Dr. Ollier, der nach seinem Tod 1828 die Mumie dem neu errichteten Museum of the Manchester Natural History Society stiftete. Sie wurde in der Eingangshalle des Museums ausgestellt, gemeinsam mit anderen menschlichen Überresten, einer peruanischen geteerten Mumie, einem Maori-Kopf und einer ägyptischen Mumie namens Asroni. Es gibt keine Zeichnungen oder Fotografien von Beswicks Mumie, aber ein örtlicher Historiker beschrieb ihr Gesicht als faltig und schwarz, Beine und Rumpf fest in Bandagen eingewickelt. Der Körper war der einer kleinen alten Frau in einer sargähnlichen Vitrine.

## Verbleib und Bestattung der Mumie
Die Ausstellung der Mumie in einem Museum, das sich auf Flora, Fauna und Conchologie (Muscheln) fokussierte, ist ein Beispiel der oft willkürlichen Methoden des Sammelns, und ihre Ausstellung als Kuriosität betonte dies noch. Die Museumsführer versuchten zwar, Hintergründe zur Mumie zu vermitteln, jedoch war offensichtlich, dass sie nicht in die Taxonomie einzusortieren war. Diese Situation wurde erst beendet, als die Mumie mitsamt der gesamten Sammlung aus finanziellen Gründen 1868 an das neugegründete Owen’s College verkauft wurde. Der Leiter der Sammlungen beim Owen’s College, William Boyd Dawkins, äußerte deutlich sein Missfallen über die fehlende Organisation der Taxonomie des Museums.
Während andere Exponate, wie die neben Beswick ausgestellte ägyptische Mumie, in die neue Sammlung des Museums 1889 übernommen wurden, blieb die Frage, was mit Beswicks Überresten zu tun war, denn nach Ansicht des Museums war sie „unwiderruflich und eindeutig tot“. Unglücklicherweise hatte eine Gesetzesänderung 1837 es erforderlich gemacht, dass vor einer Beerdigung ein Totenschein von einem Gerichtsmediziner vorliegen musste. Erst durch eine Intervention des Innenministers konnte die Bestattung der Mumie angeordnet werden. Mit Erlaubnis des Bischofs von Manchester und der überlebenden Verwandten wurde Beswick laut einem Zeitungsbericht 110 Jahre nach ihrem Tod diskret und unauffällig am 22. Juli 1868 in einem unmarkierten Grab auf dem Harperhuy Cemetery nahe Manchester bestattet. Begründet wurde diese später als unrühmlich bezeichnete Bestattung mit der Angst vor Grabräubern, die sich jedoch als unbegründet erwies.
Eine Wachsfigur der Mumie befindet sich heute im Ripley’s Believe It or Not! in Amsterdam.

## Schatz und Geistererscheinungen

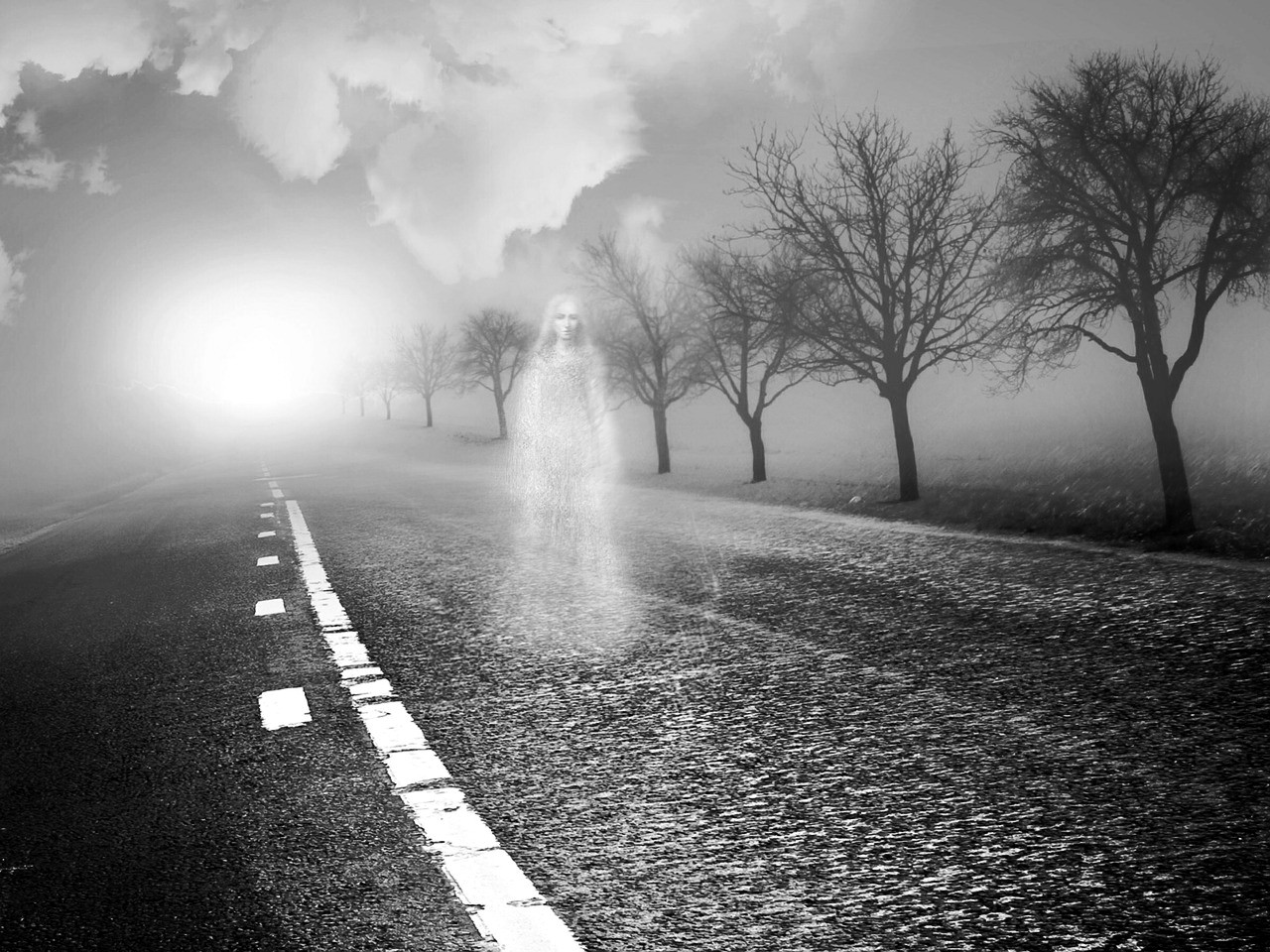
Künstlerische Darstellung einer Gespensterscheinung

Noch zu Beswicks Lebzeiten 1745 marschierte Charles Edward Stuart während seines Versuches, den englischen Thron zu erobern, mit seiner Invasionsarmee in Manchester ein. Besorgt wegen ihres Vermögens beschloss Beswick, es zu vergraben. Sie verstarb, ehe sie jemandem den genauen Ort mitteilen konnte. Das Haus Birchin Bower wurde nach ihrem Tod zu Arbeiterunterkünften umgenutzt. Viele der dort lebenden Arbeiter gaben an, dort einen Geist gesehen zu haben. Die Erscheinung wurde beschrieben als Hannah Beswick, eine Gestalt in einem schwarzen Kleid und mit einem weißen Spitzenhäubchen. Sie spukte ums Haus und verschwand immer an derselben Steinplatte. Angeblich fand einer der Arbeiter, ein Weber, unter dieser Platte den vergrabenen Goldschatz.
Eine andere Sichtung betrifft ein Farmhaus auf dem Grundstück, von dem aus die Gestalt zu einem kleinen Teich in der Nähe wanderte. Das Haus glühte in Winternächten angeblich in überirdischem Schein. Die Menschen aus der Umgebung begannen das Haus nach Einbruch der Dämmerung zu meiden. Es wurde von Poltergeistern und weiteren Erscheinungen berichtet. Das Farmhaus sowie Birchin Bower wurden schließlich abgerissen, um einer Fabrik von Ferranti Platz zu machen, es wurde aber weiterhin von Gespenstern berichtet.
Weitere Sichtungen dieser Erscheinung bezogen sich auf den ehemaligen Familiensitz Cheetwood Old Hall, in dem nicht nur Hannah Beswicks Geist unangemeldet bei Dinnerpartys der neuen Besitzer auftauchte, sondern auch beim Abriss des Gebäudes menschliche Überreste in einer Holzschachtel unter der Eingangstreppe gefunden wurden. Eine andere Erzählung besagt, dass unter dem Haus ein Doppelsarg gefunden wurde, aber es konnte nie geklärt werden, um wessen Überreste es sich handelte, oder ob es überhaupt eine Verbindung zu der Familie Beswick und White gab.